# Île Bird (Belize)
Cet article possède un paronyme, voir Bird Island (homonymie).
L' île Bird  ou (en espagnol : Isla de Aves) est une île inhabitée dans la mer des Caraïbes située près de Caye Tobacco. Elle appartient administrativement du District de Stann Creek. C'est l'une des 450 îles de la barrière de corail du Belize. 

## Description
Cette île abrite des frégates et des fous bruns. Elle est protégée et les touristes ne sont pas autorisés à le visiter à pied ou à s’y installer. 
En 2001, un ouragan a détruit la forêt de mangroves située sur cette île, mais les oiseaux ont continué à nicher ici. Plus tard, la forêt de mangrove a repoussé à sa pleine capacité et l’écosystème préexistant a été restauré.